# Stadtsparkasse Burgdorf
Die Stadtsparkasse Burgdorf ist eine Sparkasse in Niedersachsen mit Sitz in Burgdorf, Region Hannover. Sie ist eine Anstalt des öffentlichen Rechts.

## Geschäftsgebiet und Träger
Das Geschäftsgebiet der Stadtsparkasse Burgdorf umfasst die Stadt Burgdorf, welche auch Trägerin der Sparkasse ist.

## Geschäftszahlen
Die Stadtsparkasse Burgdorf wies im Geschäftsjahr 2023 eine Bilanzsumme von 523,62 Mio. Euro aus und verfügte über Kundeneinlagen von 394,47 Mio. Euro. Gemäß der Sparkassenrangliste 2023 liegt sie nach Bilanzsumme auf Rang 345. Sie unterhält 3 Filialen/Selbstbedienungsstandorte und beschäftigt 97 Mitarbeiter.

## Sparkassen-Finanzgruppe
Die Stadtsparkasse Burgdorf ist Teil der Sparkassen-Finanzgruppe und gehört damit auch ihrem Haftungsverbund an. Er sichert den Bestand der Institute und sorgt dafür, dass sie auch im Fall der Insolvenz einzelner Sparkassen alle Verbindlichkeiten erfüllen können. Die Sparkasse vermittelt Bausparverträge der regionalen Landesbausparkasse, offene Investmentfonds der Deka und Versicherungen der VGH Versicherungen. Im Bereich des Leasing arbeitet die Stadtsparkasse Burgdorf mit der  Deutschen Leasing zusammen. Die Funktion der Sparkassenzentralbank nimmt die NORD/LB wahr.

## Geschichte
Am 1. März 1854 wurde die Spar-Casse der Stadt Burgdorf gegründet. Zur Mitte des 19. Jahrhunderts war Burgdorf eine Ackerbürgerstadt mit rund 2.500 Einwohnern. Die beginnende Industrialisierung ging auch an dem kleinen Städtchen nicht spurlos vorüber. In ganz Europa ersetzten sukzessive Maschinen die menschliche Arbeitskraft. Die Löhne deckten kaum das Existenzminimum. Frauen und Kinder mussten mitarbeiten. Viele lebten in großer Armut und bitterem Elend. Vor diesem Hintergrund entstand der Gedanke, den „kleinen Leuten“ durch die Gründung von Spar- und Leihkassen Unterstützung zur Selbsthilfe zu bieten.
Ernst Ludwig Hilmer, Magistratsmitglied und von 1849 bis 1852 Bürgermeister der Stadt Burgdorf, verfolgte aufmerksam die Entwicklung der Sparkassen. In einem Brief vom 28. Oktober 1843 schrieb er an das Königliche Amt Burgdorf, dass die Nützlichkeit der Sparkassen sich in der Praxis so bewährt hatte, dass jede Stadt sich bestreben sollte, eine solche zu gründen. Dies war der erste urkundlich nachweisbare Vorschlag, auch in Burgdorf eine Sparkasse einzurichten.
Im Februar des Jahres 1854 erging folgende Mitteilung an die Burgdorfer Bürger:
Nachdem die nachstehende Spar-Cassen-Ordnung der Stadt Burgdorf von Königlicher Landdrostei bestätigt worden ist, so wird solche hierdurch zu Jedermanns Kenntniß gebracht, mit dem Bemerken, daß
1. das Institut mit dem 1. März d.J. ins Leben treten wird;
2. der Herr Friedrich Hollmer in Burgdorf zum Kassierer bestellt worden ist, und
3. das Local der Spar-Casse sich auf hiesigem Rathhause in der Polizei Stube befindet.